# Susanne Seidler
Susanne Seidler (* 29. August 1959 in Bonn) ist eine deutsche Theater- und Filmschauspielerin.

## Leben
Seidler studierte erst in St Andrews und absolvierte dann am Max Reinhardt Seminar in Wien ihre Schauspielausbildung. Sie spielte am Volkstheater Wien, am Theater in der Josefstadt und war fünfzehn Jahre am Bonner und Düsseldorfer Schauspielhaus tätig. Danach machte sie sich mit Soloprogrammen selbständig und gastierte an renommierten Kabarett- und Kleinkunstbühnen wie z. B. der Münchner Lach- und Schießgesellschaft, dem Haus der Springmaus, dem Senftöpfchen und dem Mainzer Unterhaus. Dazwischen gab es Auftritte im Scheibenwischer und Fernsehaufzeichnungen der eigenen Programme.
Von 2001 bis 2013 war Susanne Seidler in der Rolle der Lydia von Bebenberg in der WDR-Serie Die Anrheiner und Ein Fall für die Anrheiner zu sehen.

## Filmografie
- 1976: Heinrich Böll – Ansichten eines Clowns
- 1987: Miss Sara Sampson (Fernsehfilm)
- 1996: Der Trip – Die nackte Gitarre 0,5
- 1996: Lindenstraße (Fernsehserie, 1 Folge)
- 1999: Stadtklinik (Fernsehserie, 1 Folge)
- 2000: Die Wache (Fernsehserie, 1 Folge)
- 2007: Ein unverbesserlicher Dickkopf (Fernsehfilm)
- 2001–2011: Die Anrheiner (Fernsehserie)
- 2008–2009: Verbotene Liebe (Fernsehserie, 4 Folgen)
- 2011–2013: Ein Fall für die Anrheiner (Fernsehserie)